# コブルスキルの戦い
コブルスキルの戦い（コブルスキルのたたかい、英: Battle of Cobleskill、またはコブルスキルの虐殺 英: Cobleskill massacre）は、アメリカ独立戦争の1778年5月30日、ニューヨークのフロンティア開拓地コブルスキルで起きた愛国者軍と、ロイヤリストとイロコイ族連携部隊との戦闘である。戦闘が起きたのは現在のワーナービルの村、コブルスキル・リッチモンドビル高校近くだった。これは、ケベック植民地のイギリス当局が奨励し、物資を与えたロイヤリストとイロコイ族インディアンが、当時のニューヨークとペンシルベニア西部のフロンティアで多くの村を襲撃し破壊した動きの始まりとなった。
イロコイ族の小部隊がコブルスキルに入り、土地の守備隊の注意を引いた。これは、ジョセフ・ブラントの指揮するインディアンとロイヤリストのさらに大きな部隊が仕掛けた罠だった。多くの民兵を殺し、残りを追い払った後で、ブラントの部隊は開拓地の大半を破壊した。その年の後半、ニューヨークの守備隊はイロコイ族の集落を破壊することで、コブルスキルなど植民地集落に対してブラントが行ったことへの報復を行った。翌1779年のサリバン遠征では、大陸軍がさらに多くのイロコイ族集落を破壊した。

## 背景
1777年、イギリス軍将軍ジョン・バーゴインが、ハドソン川流域の支配を巡って作戦を展開した。バーゴインはこの年10月、サラトガの戦い後に降伏を強いられた。その後のアップステート・ニューヨークはフロンティア戦争となった。ケベック植民地のイギリス当局は、ロイヤリストとインディアンのゲリラ戦士に物資や武器を与えて支援した。1777年から1778年にかけての冬、ブラントなどイギリスと同盟するインディアンはニューヨークとペンシルベニアのフロンティア開拓地を攻撃する作戦を立てた。1778年2月、ブラントはオナカガ（現在のニューヨーク州ウィンザー）にその作戦基地を作った。そこでイロコイ族とロイヤリストの混成部隊を集め、5月に作戦を開始した時点では200ないし300名になっていたと推計されている。ブラントの目的の1つは部隊の食料を確保することであり、またサスケハナ川バレーでの作戦展開を計画していたジョン・バトラーの部隊にも食料を供給することだった。
1778年、開拓地コブルスキルには、コブルスキル・クリーク沿いに広がった農園に住む20家族がいた。そこはスコハリー・クリーク地域に属し、愛国者軍の戦争遂行にとって重要な食料調達源だった。防衛のための主力は、クリスチャン・ブラウン大尉が指揮する小さな民兵隊だった。1778年春、イロコイ族の攻撃が近付いているという噂が流れると、民兵隊は増援を要請した。大陸軍イカボッド・アルデン大佐が、そのマサチューセッツ第7連隊から、ウィリアム・パトリック大尉の指揮する兵士30ないし40名の中隊を派遣して、民兵隊を補強した。

## 戦闘

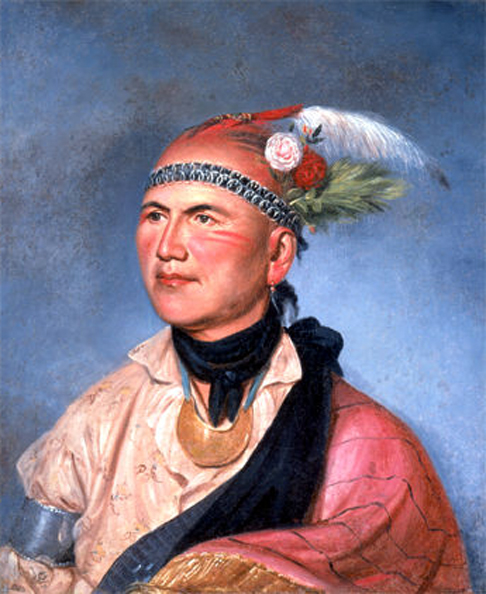
ジョセフ・ブラント、チャールズ・ウィルソン・ピールが描いた肖像画

5月30日朝、ブラントはコブルスキルの防衛隊に対して罠を仕掛けた。少数のインディアンを囮として前に出した。パトリック大尉の部隊と地元民兵は、開拓地の南端近くにそれらインディアンを視認した。インディアンは罠を仕掛けるかもしれないとブラウン大尉が警告していたにも拘わらず、パトリックはインディアンが退くとこれを追撃し、走りながらの戦闘になった。1マイル (1/6 km) 進んだ所でブラントの仕掛けた罠が弾けた。パトリックの中隊はブラントの大部隊に取り囲まれていた。戦闘の中でパトリックとその副官が戦死し、部隊の約半数も倒れた。ブラウンは残った部隊を戦闘配置に整えて、開拓地まで後退させた。5名の兵士がジョージ・ワーナーの家を隠れ場にしたが、攻撃側はその家に火を付けて5人を殺した。結局22名の開拓者が殺され、8名が負傷し、5名はブラントの部隊に捕獲された。一方ブラント隊は推計で25名の損失を出した。

## 戦闘の後
ブラントとその部隊は引き揚げる前に10軒の家屋と付設する建物を燃やし、連れて行けない牛を全て殺した。ブラントが捕まえた5人の捕虜には2つの選択肢を与えた、すなわちインディアンの家族の一員として収まるか、あるいは戦争捕虜としてナイアガラ砦に送られるかだった。捕虜達は後者、ナイアガラ砦送りを選んだ。ブラントはその部隊を編成し、モホーク・バレーのフロンティア集落への襲撃を続けた。コブルスキルの集落に続いて、チェリー・バレーの集落を攻撃することを検討したが、そこの民兵は警戒状態にあったので、イロコイ族の領土まで後退した。その年11月、チェリー・バレーはブラントが一部を率いたチェリーバレー虐殺の舞台になった。
オナカガに対する作戦を検討していたニューヨーク州知事ジョージ・クリントンは、コブルスキルに続いて9月にジャーマンフラッツが攻撃されたことで、作戦を拡大した。1778年10月、大陸軍正規部隊と民兵隊がオナカガと、さらにブラントやバトラーを支援していたインディアン部落であるユナディラを破壊した。
インディアンの襲撃で困窮していたコブルスキルの開拓者には、その補償として200ポンドが支払われた。多くの地域社会の開拓者は、チェリー・バレーやスケネクタディのようなより大きく防御が施された町への後退を始めた。チェリー・バレーは襲撃を受けた後に砦の建設を始めた。コブルスキルの戦いや、その後ブラントやバトラーが続けた行動に対し、大陸会議は大陸軍の大部隊をイロコイ族領土に遠征させる決断に至った。この1779年の遠征隊はジョン・サリバン将軍とジェイムズ・クリントン将軍が指揮し、イギリスのために戦うイロコイ族の集落を体系的に破壊していったが、フロンティア戦争そのものを終わらせるほどの効果は無かった。